# Ван дер Мей, Йохан
Йо́хан (Ян) Мельхио́р ван дер Мей (нидерл. Johan (Jan) Melchior van der Mey, 19 августа 1878, Дельфсхавен — 6 июня 1949, Гёлле) — нидерландский архитектор, один из основоположников архитектурного движения, известного как «Амстердамская школа».
С 1898 года ван дер Мей учился у Эдуарда Кёйперса, в мастерской которого трудился вместе с двумя другими основоположниками Амстердамской школы — Михелем де Клерком и Питом Крамером. В 1906 ван дер Мей получил премию для подающих надежды молодых художников и был нанят городскими властями Амстердама в качестве «советника по эстетике». Данная должность была введена для проведения слаженной политики в области городской архитектуры, поскольку в 1905 году городом впервые был принят градостроительный кодекс. В этом качестве Ван дер Мей разработал дизайн фасада пальмовой оранжереи в амстердамском «Хортус Ботаникус» (лат. Hortus Botanicus), городском ботаническом саду (1912).
В том же году ван дер Мей стал основным архитектором «Схепвартхёйса» (Дом судоходства, нидерл. Scheepvaarthuis), большого кооперативного здания, построенного для шести нидерландских судоходных компаний. В проектировании здания также принимали участие де Клерк и Крамер, а также архитектор А. Д. Н. ван Гендт (нидерл. A. D. N. van Gendt), который занимался расчётом железобетонных конструкций здания.
Дом судоходства стал высшей точкой в творчестве архитектора. По проектам Йохана ван дер Мея были выстроены несколько мостов и жилых комплексов на юге Амстердама и в районе площади Меркаторплейн (нидерл. Mercatorplein). Кроме того, ван дер Мей принимал участие в проектировании универсального магазина «Бейенкорф» (нидерл. De Bijenkorf) в Гааге (совместно с де Клерком и Крамером).